# フォード・トランジット
トランジット（Transit）は、アメリカ合衆国の自動車メーカー、フォード・モーターによって生産・販売されるパネルバン、ミニバス、小型トラックである。Tシリーズ（T-150、T-250、T-350）としても知られる。2015年時点で累計800万台のトランジットが販売され、世界で3台目に販売台数の多いバンとなった。
フォード・オブ・ヨーロッパの初製品であるトランジットは、元々西ヨーロッパとオーストラリアで販売された。2013年にフォード・Eシリーズバンの後継車として発売されるまで、北米を除くほぼ全世界で販売された。北米で発売されると、トランジットは総合的なベストセラーバンとなった。
トランジットはヨーロッパにおいても40年間に渡りベストセラーとなり、一部国ではトランジットという名称が同クラスのバンを指す一般的な名称となっている。
最大積載量にもよるが、車両総重量が3.5トンを超える場合が多い為、日本では準中型自動車（5トン限定）に分類される場合が多い。この場合、2017年3月以降に普通免許を取得した場合は運転不可能である。

## 初代（1953年 - 1965年）
西ドイツでは「初代」
英国製のトランジット「"系列"」とは異なり、フォード社が最初に「トランジット」のバッジを付けた量産車は西ドイツのケルン工場で製造していたバンであった。この車は1953年に「FK 1000」（フォード・ケルン：Ford Kölnの積載量1,000 kg）として市場に導入され、1961年から「フォード・タウヌス トランジット（Ford Taunus Transit）」と呼ばれた。このモデルの生産は1965年に終了した。

### 命名システム
西ドイツ製の車は広範囲には輸出されなかったために「"マーク1"（"Mark 1"）」の呼称は一般的には英国製の1965-78年モデル（下記参照）に与えられた。1965年以降のトランジットには3種類の基本モデルが存在するが、長い年月の間に様々なフェイスリフトや改良を施された結果、ある資料ではフェイスリフトされただけで新しい「マーク」番号を与えられその他の資料ではそうなっていないなど「マーク」番号の使用には混乱が見られる。1994年モデル発表のために出版されたフォード社自身の社史のトランジットの項では生産年度毎のトランジットに言及することでこの世代表記の混乱を避けている。それ故、この記事内では全て一般的な命名システムを適用している。

### 名称の起源
フォードは1970年代半ばまでアイルランドのコークに工場を保有していた。第二次世界大戦直後に現地のフォード・ガレージの「"トランジット・ガレージ"（"The Transit Garage"）」は、現地のコーク・20 ラリー（Cork 20 Rally）と競合する2座スポーツカーのフォード・スペシャル（Ford Special）を製造していた。この車はレースで活躍しフォード・トランジットとして知られ、この名称は現地工場の采配の下で確立され著名なものとなった。商用バン用の名称を探していたときに既に名声を確立していた「フォード・トランジット」の名を使用することが可能になっていた。

## 2代目（1965年 - 1978年）
英国では「マーク1」西ドイツでは「2代目」
最初の本来のフォード・トランジットは1965年10月に導入され、現在まで3種類の基本モデルが生産され続けている。バンは当初イングランドのバークシャーにあるラングレー（Langley）工場（以前は第二次世界大戦中にホーカー ハリケーン戦闘機を生産していた航空機工場であった）で生産されていたが、工場の生産能力が限界に達したためサウサンプトンへ移され、それ以来生産はその地で続けられている。トランジットの生産はベルギーのヘンクとトルコの工場でも行われ、中国市場向けのトランジットの生産は中華人民共和国でも行われている。
トランジットはミッドシップエンジン、キャブオーバー式小型バンのフォード・テームズ 400E（Ford Thames 400E）の代替として導入された。テームズは狭いトレッド（左右輪の幅）で有名であり、似たような外観でより大型のBMC・J4、J2バンやルーツ・グループのコマー（Commer）PBシリーズの競合車であった。その後の英国市場はテームズの積載面積が小さかったためにかなりの数の企業ユーザーの獲得に失敗し、競合車のベッドフォード・CA（Bedford CA）に顧客を奪われてしまった。そこでフォード社は車の基本構成から考え直し、1950年代にベッドフォード（Bedford）社が好評のCAで先鞭をつけたフロントエンジン配置に変更することにした。ヘンリー・フォードII世（Henry Ford II）の革命的な処置は、英国・フォードとドイツ・フォードの技術開発を統合することで、両社はヨーロッパのフォードのために協力して試作車を造り上げた。これ以前はこの2つの子会社はお互いの国の市場で競合することを避けていたが、その他のヨーロッパ市場では互いの製品が直接競合関係にあった。
トランジットは当時のヨーロッパ製商用車にとり大きな出発点であった。その幅広いトレッドと米国風のスタイリングは当時の競合車よりも搭載量で大きな優位性を持ち小さな物品の輸送に革命を起こした。トランジットの機械部品のほとんどは当時の各種フォード車からの流用であった。トランジットが成功したもう一つの要因は様々なボディ形式を取り揃えていたことでパネルバンには長短ホイールベースがあったがピックアップ・トラック、ミニバス、クルーキャブといったモデルは極く僅かであった。英国では1.7 L と 2.0 LのエセックスV4ガソリン・エンジンとパーキンス社（Perkins）製の43 bhp (32 kW) ディーゼルエンジンも提供された。このエンジンはトランジットの短い鼻先に搭載するには長すぎたのでディーゼルエンジン版は長いボンネットにスタイリングを変更された。劇的に低馬力であったパーキンス社製エンジンは不人気であることが分かり、1974年にフォード社は自社製の"ヨーク"（"York"）エンジンに換装した。ヨーロッパ本土ではトランジットはケルンで生産される1.7 Lのドイツ製タウナス用V4エンジン（Ford Taunus V4 engine）か2.0 LのエセックスV4エンジンを搭載していた。
3.0 LのV型6気筒（V6）エンジンを搭載するためにディーゼル版の鼻先の長いバンが警察と救急車用に供給された。
オーストラリアではフォード・ファルコンに使用されていた直列6気筒エンジンを搭載するためにディーゼル版の鼻先を延ばした顔を持ったモデルがあった。

## 3代目（1978年 - 1986年）
英国では「マーク2」、西ドイツでは「3代目」
1978年3月に顔付きが変更され、新しい内装とエセックスV4・エンジンの替わりにコーティナのピント・エンジン（Pinto）を搭載したフェイスリフトを施されたモデル（幾つかの市場では「"マーク2"」の名で知られる）が発表された。しかし多くの企業ユーザーは初期のピント・エンジンに発生したカムシャフトの早期磨耗という問題を経験し、2年の間トランジット 75には1600ccのフォード・ケント 「"ゼクスフロー"（"Xflo"）」エンジンが提供された。警察車両や救急車向けには3.0 L V6のエセックス・エンジン（Essex engine）搭載の高性能版も提供された。1984年にヨーク・ディーゼルエンジンは2.5 Lの「"DI"」（ダイレクト・イグニッション）エンジンに再設計された。この世代のモデル末期には、以前はボディと同色だったヘッドライト周りをラジエターグリルと共に黒いゴム製にすることを含めた僅かなフェイスリフトを受けた。このフェイスリフトは一般的には新しい「マーク」番号を与えられて呼ばれない。

## 4代目（VE6型:1986年 - 1991年、VE64型:1991年 - 1994年）
英国ではVE6型「マーク3」VE64型「マーク4」西ドイツでは「4代目」
1986年1月に第2世代のトランジット・プラットフォームという物が発表された。これは「"ワンボックス"」デザイン（フロントウインドシールドとボンネットが同一の角度をなす、いわゆる「ワンモーション」スタイル。）の全く新しいボディと、キャブ・シャシ（運転台とシャシのみの状態）とロングホイールベース（LWB）版以外の前輪は完全な独立懸架に改められた。
駆動方式はFRのままで、搭載されるエンジンのほとんども先代（1978年 - 1985年）の最終モデルからそのまま引き継がれたが、1989年に高性能版の3.0 L ガソリンエンジンはケルン製2.9 L 燃料噴射装置付きV6に置き換えられた。
1992年に僅かなフェイスリフトが施され、全てのモデルの前輪が完全独立懸架化される一方で、床構造が再設計され、ホイールハウスを縮小するためLWB版の後輪がシングル・タイヤとなった。これらの後期型は、より丸みを帯びたヘッドランプで識別できる。
この世代のトランジットはテレビ番組のトップ・ギア内の「バン対決（Van Challenge）」でジェレミー・クラークソンに使われ2位を獲得した。（対決相手は小さなスズキ・スーパーキャリー：Suzuki Super Carryと巨大なLDV・コンヴォイ：LDV Convoy）この対決では1,000UKポンド以下で購入でき、典型的なバンの使用用途を想定した1/4マイル・ドラッグレース（街中での走行）；家具の積み込み、運搬（積載性、積み込み性）；テールゲート（視認性）；"破損した"ドアの交換（補修性）；カーチェイス（操縦性）等の項目が試された。トランジットは敏捷さに関する評判、特に最終項目のカーチェイスで、鈍重なLDVや、最初のカーブで横転した、安定性に欠けるスズキよりも遥かに高いその性能を証明した。

## 5代目（VE83型、1994年 - 2003年）
英国では「マーク5」ドイツでは「5代目」
1994/5年に大掛かりなフェイスリフトが行われ、新しい顔付きとダッシュボードが1994 - 98年のフォード・スコーピオに使用されていた2.0 L DOHC 8バルブ エンジンと共に採用された。このエンジンは初期のシエラ（Sierra）のDOHCエンジンと似ていたが、ディストリビューターを使用せず、EEC-V並みに改良されたOBD2（自己故障診断）エンジン制御部品を使用していた（スコーピオ、エスコート RS2000：Escort RS2000、ギャラクシーに使用されたフォード社製16バルブエンジンの幾つかはこのエンジンのブロックを基にしていた）。これと同時にエアコン、パワーウィンドウ、セントラルロック、電動ミラーが全てオプションで装着できるようになった。
このモデルのあだ名は「"スマイリー"（"Smiley"）」というもので、ラジエターグリルの形状が笑顔を連想させることから付けられた。
ターボ・ディーゼル版は85 PS (63 kW)、100 PS (74 kW)と燃料噴射装置付は115 PS (85 kW)であった。
1995年にトランジットの30周年を記念してフォード社はトランジット ホールマーク（Transit Hallmark）と呼ばれる限定モデルを発売した。3色のボディ色が各200台、合計600台が生産された。

## 6代目（V184/5型、2000年 - 2006年）
英国では「"マーク6"」;ドイツでは「"第6世代"」
2000年7月に導入された次のトランジットは、フォーカスやKaの様な「"ニューエッジ"（"New Edge"）デザイン」からスタイリング上の特徴を取り入れた全く新しい設計としては3代目の車であった。開発は英国のフォード社で行われ、革新的な点は前輪駆動（FWD）か後輪駆動（RWD）のどちらかが選べることであった。フォード社の社内呼称ではFWD：V185とRWD：V184であった。このモデルには2000年モデルのモンデオやジャガー・Xタイプにも使用された「"ピューマ"（"Puma"）」タイプのデュラトルク（Duratorq）・ターボディーゼルと2.3 L 16バルブの直列4気筒ガソリンエンジンが搭載された。このエンジンによりトランジットは60 mph (97 km/h)の加速に21秒、最高速度は93 mph (150 km/h)に達し、最初期のモデルでは乗用車並みの性能を持つことを示した。2005年のトップ・ギアでドイツのレーサーのサビーネ・シュミッツがジェレミー・クラークソンの運転するターボディーゼルのジャガー・Sタイプと対決しニュルブルクリンクを10分8秒で走りこのモデルのスピードをデモンストレーションした。対決で彼女はクラークソンに負けはしたが僅か数秒差であった。
このモデルは2001年度のインターナショナル・バン・オブ・ザ・イヤー（International Van of the Year）を獲得した。
デュラシフト（Durashift）EST オートマチックトランスミッション（AT）（後輪駆動の全モデルにはオプション）はダッシュボード上にシフトレバーと手動モード、牽引モード、エコノミーモード、冬季モードの各種モードを備えていた。
2年後にフォード社は、旧態化したエスコートとフィエスタのパネルバンの代替を目的としてC170（フォーカス）プラットフォームを使用した小型パネルバンのトランジット コネクト（Transit Connect）を導入した。この車はフルサイズのトランジットとは技術的な共通点はほとんど無いが、トルコに新しく建設された工場でトランジットのバンと並行して生産されている。
2002年に最初の高圧コモンレール（High Pressure Common Rail：HPCR）・ディーゼルエンジンが125 PS (92 kW)のHPCR 2.0 Lエンジン搭載のFWD車の発表と共にトランジットに導入された。
2004年に135 PS (99 kW) の2.4 Lエンジンが最初のRWDのHPCR車がRWD車用のMT-82型6速MTと同時に導入された。
500万台目のトランジットが2005年7月18日月曜日にサウサンプトン工場の生産ラインを離れ、英国のチャリティーに寄付された。

## 7代目（V347/8型、2006年 - 2013年）
英国では「マーク7」、ドイツでは「7代目」
2006年8月のトランジットは、新しいヘッドライト、テールライト、新しい顔付きとダッシュボードから突き出したシフトレバーと新しいフォード社独自デザインのカーオーディオを備えた新しい内装といった内容のフェイスリフトを受けた。外観が変更されると共にエンジンも全て一新された。古いガソリンエンジンはフォード・レンジャーに搭載されている物に替えられ、FWDのディーゼルは2.0 Lから2.2 Lへ排気量が上げられ、全てのディーゼルエンジンは高圧コモンレール・システム（TDCi）が採用された。動力系は新しい環境規制に合致するように変更された。この新しいトランジット（フォード社の社内呼称ではFWD：V347とRWD：V348）は、全く新規モデルの競合車が何台かあったにもかかわらず2007年度のインターナショナル・バン・オブ・ザ・イヤーを獲得した。
2006年半ばに130 PS (96 kW)エンジンと「"ルマン"（"Le Mans"）」ストライプ、18inアルミホイールなどの外装品を装備した限定生産車の「"スポーツバン"（"Sport Van"）」が発表された。
2007年遅くに130 PS 版に代えて140 PS (103 kW) のFWD用エンジンが大出力に対応した6速MTのVMT6型トランスアクスルを装着して発表された。
2008年遅くに110 PS (81 kW) エンジンが115 PS (85 kW)に増強されたときに中馬力のFWD用に6速MTが導入された。
2008年遅くに、現在のユーロIV（Euro IV）規制より厳しい排気ガス規制に合致するように設計された「（"coated Diesel Particulate Filter"：cDPF）」が全てのディーゼルエンジン車にオプションとして導入された。
2010年3月16日、ベトナムにて2007年モデルが、運転者の操作によらず加速する現象が把握され、交通運輸相兼国家交通安全委員長の支持により自動車登録検査局が緊急調査を開始した。フォード・ベトナムは、翌17日、製品に欠陥はなくエンジンの特性であるという見解を示した。

### フォード・トランジット XXL

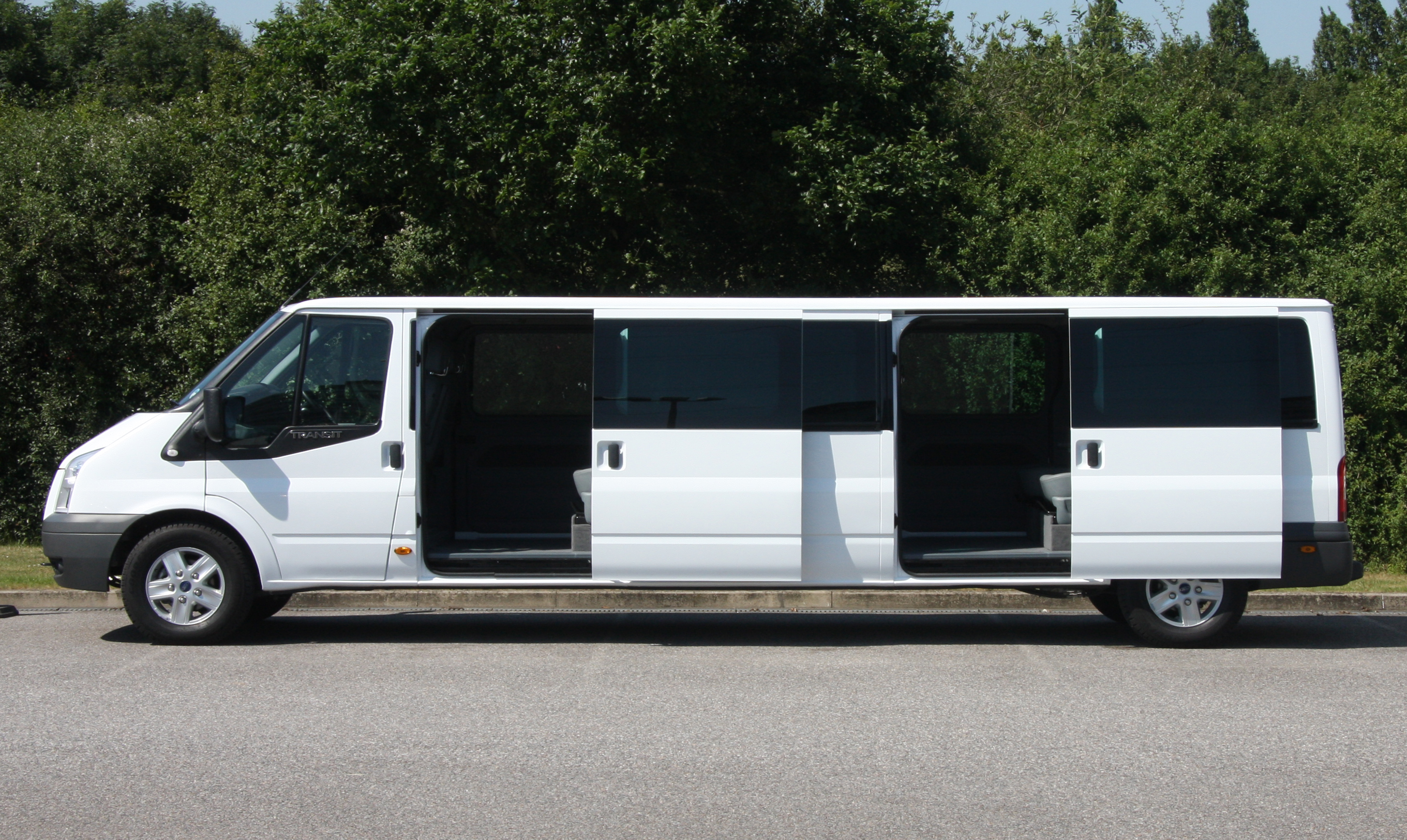
フォード・トランジット XXL

トランジットがインターナショナル・バン・オブ・ザ・イヤーを獲得したことを記念してフォード社はこのストレッチ・リムジン（stretch limo）スタイルのトランジット XXLを製造した。この車は1台のみの特製で現在までで最高価格のトランジットである。

### 北アメリカ
2007年9月10日にアメリカ大陸のメキシコでフォード・トランジットが発売され9つの異なるモデルが提供されている。メキシコはアメリカ大陸でトランジットが販売されている唯一の国である。フォード社のCEOのアラン・ムラリー（Alan Mulally）は最近その他の北米地域でもトランジットを販売すると決定した。
直列4気筒のディーゼルエンジン、MT、軽量、空力的に優れたデザインによりトランジットは、北米でのフォード社のもう1つの持ち駒であるV型8気筒エンジン、ATのEシリーズよりも燃費性能が優れていると考えられる。

## 8代目（2014年 - ）
8代目は2013年1月に開催された2013年北米国際オートショーで発表された。先代は米国で開発された（なお米国市場では販売されていない）のに対に、8代目はフォード・オブ・ヨーロッパと共同開発された。2013年に生産が開始され、2015年モデルイヤーとして2014年に北米で販売を開始した。
8代目はEシリーズのワゴン/バンの後継車として史上初めて米国とカナダで販売される（Eシリーズはキャブ付シャシのみ継続生産される）。1953年から生産されるが、先代はエコノライン/Eシリーズとの競合を避ける為、北米での販売は見送っていた。
8代目からネームプレートがフォードの商用向けサブブランドへ移行した。トランジットとトランジットコネクトの中間クラスを補完する為、従来の前輪駆動方式を採用するトランジットはトランジットカスタムとし、2014年にはフィエスタベースのトランジットクーリエも最小クラスとして発売した。競合車はシボレー・エクスプレス/GMC・サバンナ、メルセデス・ベンツ・スプリンター、フィアット・デュカト（および姉妹車）、フォルクスワーゲン・クラフターとなり、世界市場で販売される。
8代目は後輪駆動方式を採用する。バンは2種類のホイールベース（3,299mmと3,749mm）が用意され、キャブ付シャシは3種類のホイールベース（3,505mm、3,954mm、4,521mm）が用意される。先代バン同様、エクステンデッドホイールベースのバンは、シングルまたは後輪デュアルアクスルを採用した（後者は、以前はシャシ付キャブ用であり北米では初採用）。
Eシリーズからの変更点としては、トランジットは独立フレームでは無くユニボディを採用する。また、ボロン鋼を多用する事により、Eシリーズと比較して最大積載量を272kg増量させた。Eシリーズで長らく採用されたツインI-ビームは廃止され、8代目はフロントサスペンションにマクファーソンストラット式を採用した。

### パワートレイン
8代目は、レンジャーやモンデオと共有するデュラトルクディーゼルを先代から引き続き採用した。2.2Lおよび2.4L直列4気筒（前者は欧州市場およびオーストラリア市場向け、後者は欧州市場向け）と2.0L直列4気筒（中国市場向け）が用意され、3.2L直列5気筒（南米市場以外向け）も用意された。ガソリンも設定され、2.0L直列4気筒エコブースト（中国市場向け）と2.3L直列4気筒フォード・デュラテックエンジンも用意された。
米国では、トランジットはFシリーズと共有する高排気量ガソリンも用意した。北米では275馬力の3.7L V型6気筒が標準装備されるエンジンで、北米と南米では310馬力の3.5L V型6気筒ツインターボエコブーストも用意された。2015年から185馬力の3.2L直列5気筒も用意された（後にパワーストロークディーゼルへ変更）。2015年から2019年までは全エンジンが6速ATと組み合わされ、2020年からは10速ATへ変更された。
また、3.7Lには圧縮天然ガス（CNG）または液化石油ガス仕様がオプション設定される。

### ボディ
デザインは先代のニューエッジ・スタイリングからキネティック・デザイン・ランゲージに変更し、インテリアは3代目フォーカスと似た物となった。8代目はバンとキャブ付シャシの設定となった。バンは3種類のルーフ長と3種類のルーフ高が用意される。
世界市場では、トランジットの乗用仕様は主にトゥルネオとして販売されており、米国とカナダのみ商用仕様と乗用仕様の両方をトランジットとして販売されている。北米市場向けに販売される他のフォード製トラックと同様、トランジットはXLとXLTの2グレードで展開される。北米では、Fシリーズおよびその前身のEシリーズと同様、ホイールベース、ボディ長、ルーフ高によって150/250/350および350HDで販売される。
Eシリーズや先代同様、救急車、バス、レクリエーショナル・ビークルなどと言った商用車のベースとなっている。

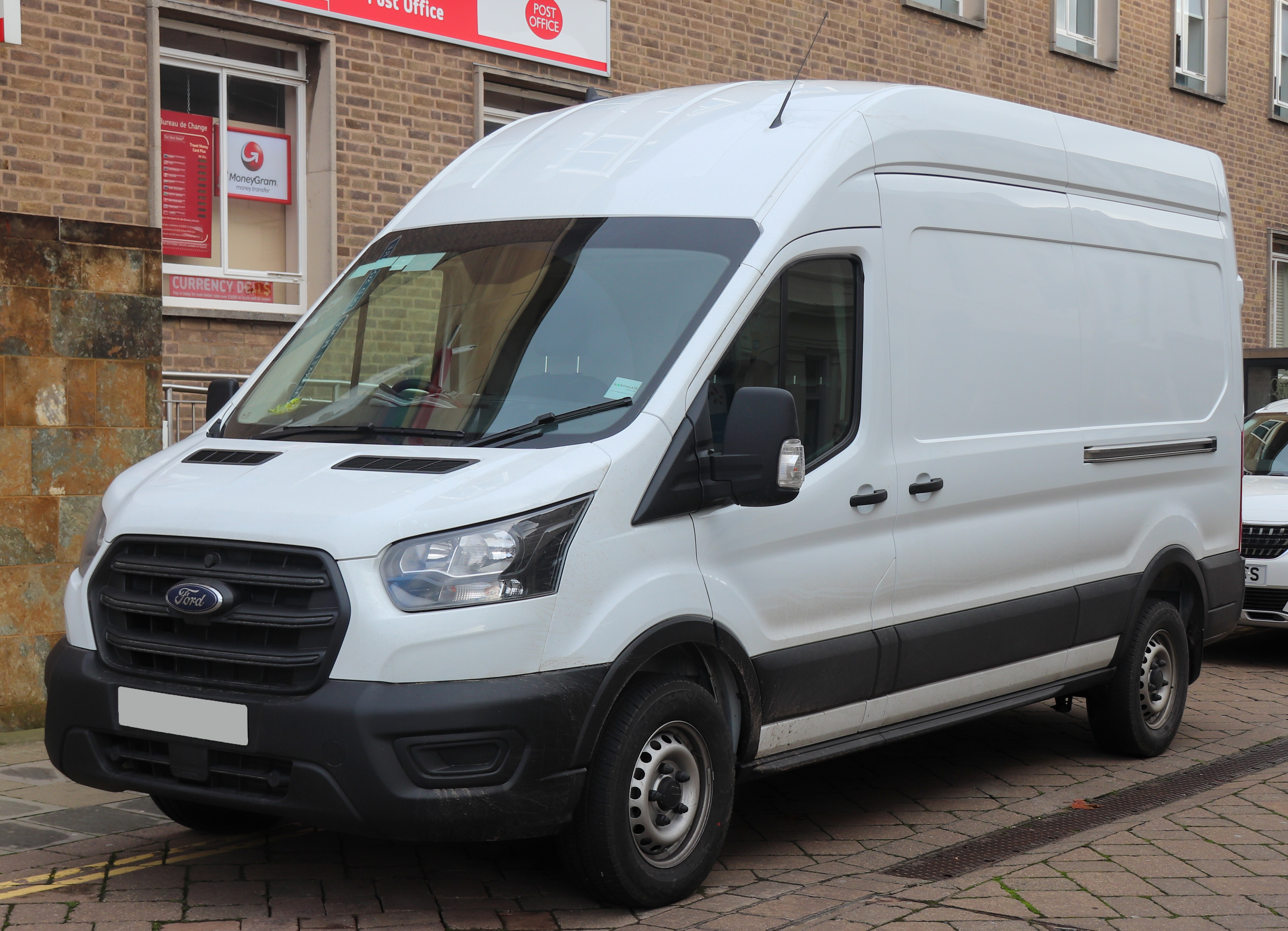
2020年式トランジット350 2.0 フロント

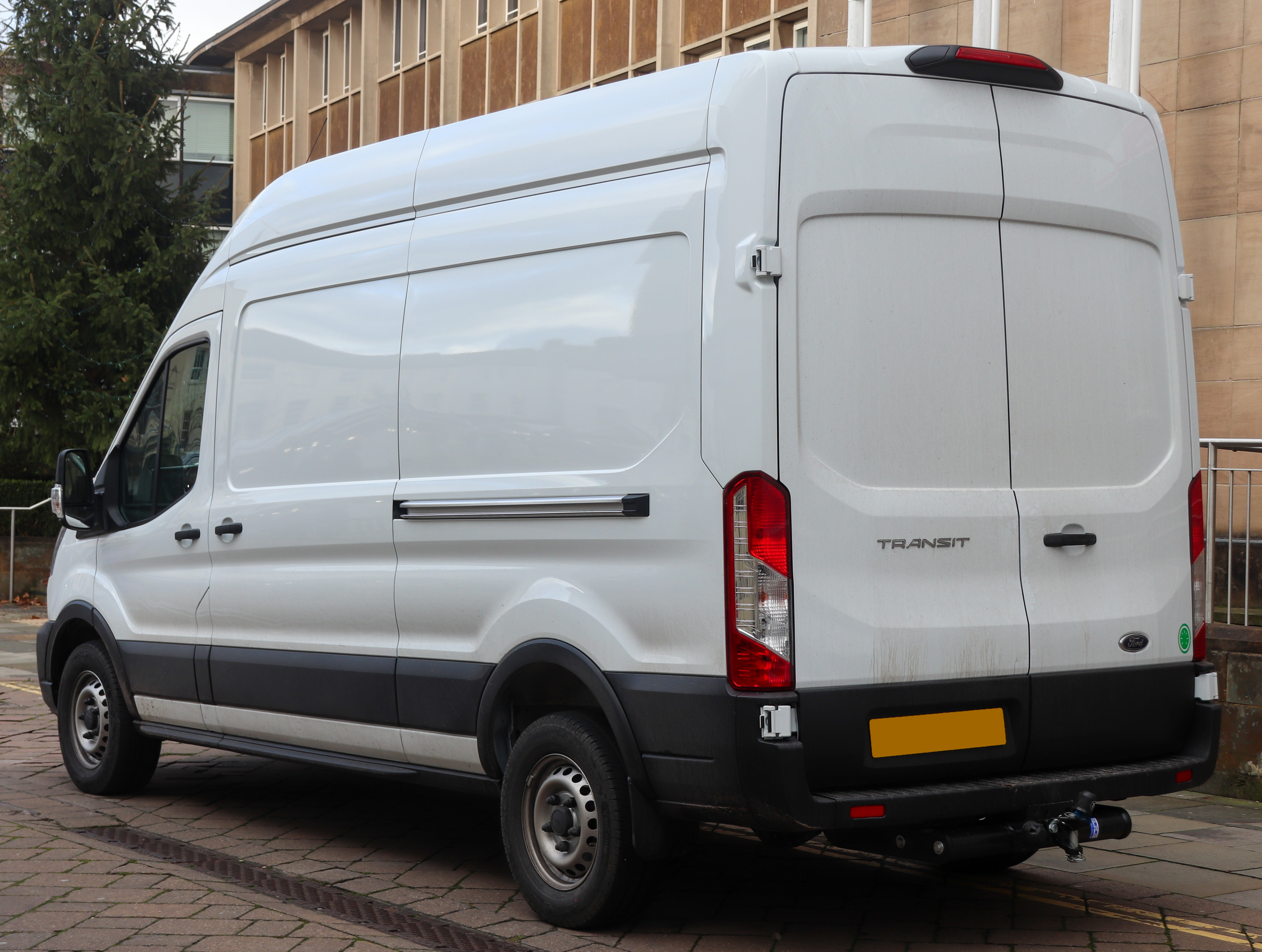
同リア

### 2020年マイナーチェンジ
2020年に向け、トランジットはマイナーチェンジを実施した。フロントグリルとダッシュボードが変更された。北米向けには3.7L V型6気筒に代わる、ポート噴射で275馬力の3.5L V型6気筒自然吸気が用意された。直列4気筒フォード・0Lエコブルーターボディーゼル（北米以外の市場向けレンジャーと共有）も用意された。幾つかの出力（105馬力、130馬力、170馬力、185馬力）が用意され、エコブルーには130馬力のマイルドハイブリッド仕様がオプション設定される。当初は北米での販売を予定していたが、エコブルーのオプションは発売直前に中止された。
トランジットおよびトランジットカスタムには、トランジットトレイルとして販売される新グレードが設定された。クワイフ社製デフロックと北米市場向けF-150ラプターと似たデザインとなった。また、クルーバンがオプション設定された。欧州ではダブルキャブとして知られており、乗用仕様と商用仕様のデザインを組み合わせた物で、5人乗りでかつ広大なトランクスペースを備える。また、パワースライドドアとデュアルスライドドア（商用仕様用）をオプション設定した。

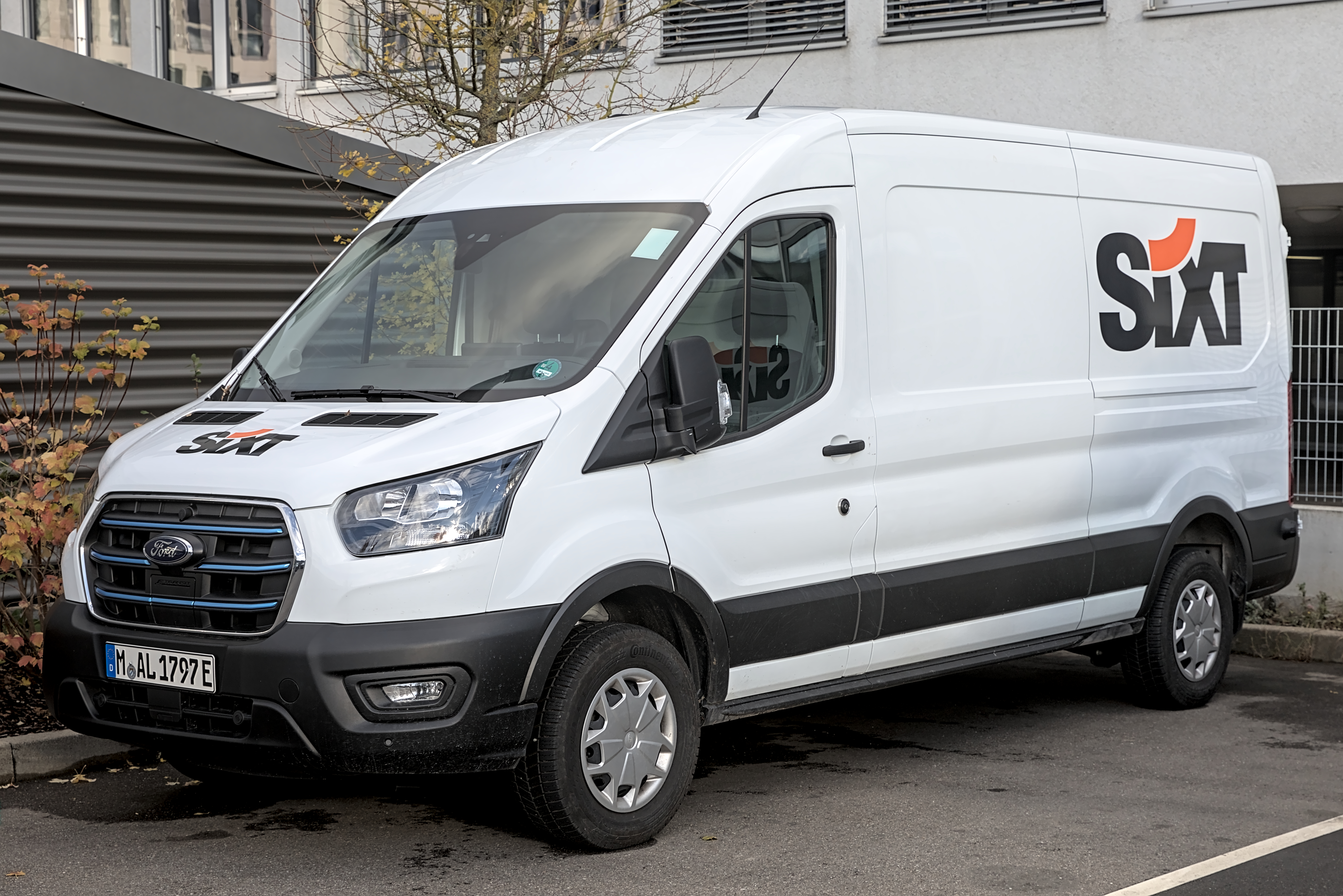
E-トランジット

### E-トランジット
2020年11月、2022年モデルイヤーでE-トランジット（電気自動車）を発表した。最大積載量1,760kg/13.80m3、68kWh（使用可能容量）のバッテリーを備え、航続距離はEPAのマルチサイクルテスト（MCT）に対応する最大203kmである。E-トランジットは2021年11月にカンザスシティ工場で生産を開始した。1台目となるE-トランジットは2022年2月に米国内の顧客に引き渡された。フォード・モーターによれば、300人のフリートユーザーから1万台以上の発注を受けていると発表している。 欧州市場向けの生産は、合計5千台以上の発注を受け、2022年4月にフォード・オトサンで開始された。
E-トランジットは、フレームレールの間にトラクションバッテリーを搭載する為、独自のシャシを採用しているが、ボディは従来のトランジットと同一の物が採用される。ボンネット下には、高電圧トラクションバッテリーとモーター用の冷却ポンプ、キャビンのエアコン、DC-DCコンバーター等が採用される。 外観における相違点は、トラクションモーターを搭載し、従来のトランジットが採用するライブアクスルとリーフスプリング式では無く、セミトレーリングアーム式とコイルスプリングを採用した独立サスペンションを採用するリアアクスル程度である。
水冷式トラクションバッテリーはマスタングMach-Eと共有する。使用可能容量は68kW-hr、総容量は77kW-hr。最大充電速度は11.3kW（AC）または115kW（DC）。コンバインド・チャージング・システムの車両インレットはフロント、エンブレム下に備える。E-トランジットのトラクションモーターはF-150ライトニングと共有しており、公称の出力は266馬力、430N･mである。英国では、トラクションモーターの出力を181馬力または265馬力の2種類から選択可能である。最大航続距離の203kmは、ロールーフ仕様で達成された。WLTPでは最大航続距離は317kmとしている。プロパワーオンボードをオプション装備した場合、従来のACコンセントを介して工具やアクセサリー用に最大2.4kWを供給可能である。
英国では、車高（2種類）、ホイールベース（3種類）、車両総重量（3種類）の組み合わせで全25種類が用意される。米国では、ボディ長3種類（レギュラー、ロング、エクステンデッド）、ホイールベース2種類（3,300mmまたは3,760mm）、ルーフ高3種類（ロー、ミディアム、ハイ）、シャシ2種類（カーゴバン、キャブ付シャシ、後者はホイールベース4,520mmのみ）が選択可能である。米国向けは、車両総重量4,300kgでT-350として販売される。
英国の自動車雑誌、What Car?で2022年にバン・オブ・ザ・イヤーに選ばれた。

### 生産
8代目の生産は、フォードの2箇所の工場で行われる。欧州とアジア向けの生産は全てトルコのコジャエリ県にあるフォード・オトサンで行われており、同工場は輸出車の生産も担当する。北米向けと南米向けの生産は主にミズーリ州クレイコモにあるカンザスシティ工場で2014年4月30日から行われており、北米では2015年モデルイヤーとして発売され、商用仕様と乗用仕様の両方にトランジットの名称を使用した（他の市場で乗用仕様に使用されるトゥルネオの名称は使用しなかった）。

### 日本における使用
日本においては防弾ガラス仕様の警護車両として、特殊急襲部隊（SAT）が使用している。

## 生産拠点
- ケルン, ドイツ: 1953−1965 (FK 1000 と Taunus Transit)
- ヘンク, ベルギー: 1965−2000 (Transit)
- ラングリー, イギリス: 1965−1972 (Transit)
- サウサンプトン, イギリス: 1972生産から (Transit)
- コジャエリ, トルコ: 1976生産から (Transit と Transit Connect)
- イノニュ, トルコ: 1982生産から (T と Ⓜ)
- Obchuk, ベラルーシ: 1997−2000 (CKD; Transit)
- ハイズオン, ベトナム: 1998生産から (Transit)
- 南昌, 中華人民共和国: 2006生産から (Transit 2006 と Transit 2008)
- ウェイン/ルイビル, アメリカ合衆国: 2012年に来る (Transit Connect)